# Kunčice pod Ondřejníkem
Kunčice pod Ondřejníkem (en allemand : Kunzendorf bei Frankstadt unter dem Radehoscht) est une commune du district de Frýdek-Místek, dans la région de Moravie-Silésie, en République tchèque. Sa population s'élevait à 2 416 habitants en 2021.

## Géographie
Kunčice pod Ondřejníkem est arrosée par la rivière Ondřejnice et se trouve à 17 km au sud-ouest de Frýdek-Místek, à 31 km au sud d'Ostrava et à 281 km à l'est-sud-est de Prague.
La commune est limitée par Kozlovice au nord, par Pstruží à l'est, par Čeladná à l'est et au sud-est, par Trojanovice au sud, par Frenštát pod Radhoštěm et Tichá à l'ouest.

## Histoire
Le village a été fondé au début du XIVe siècle.

## Patrimoine
Patrimoine religieux

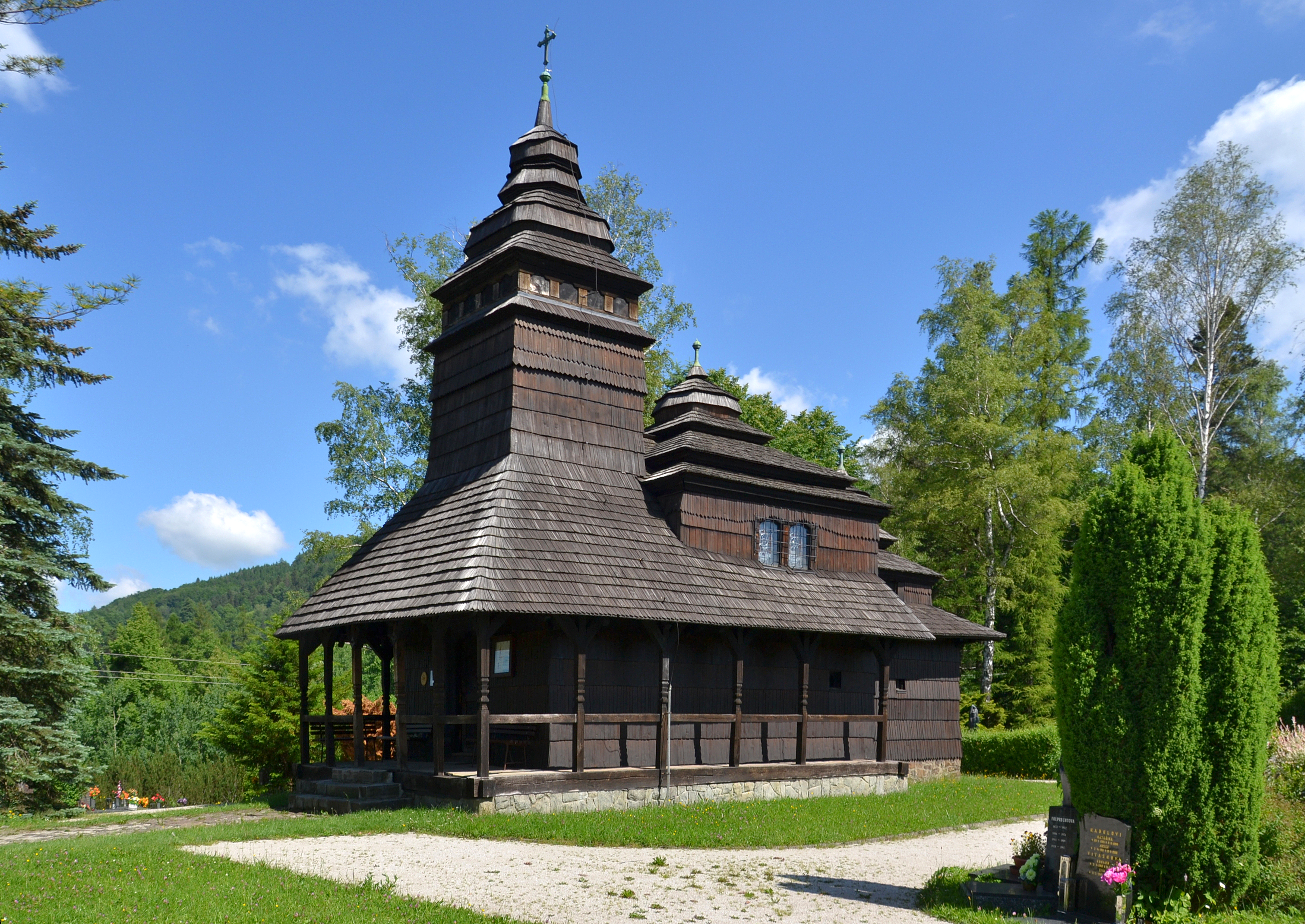
Église en bois Saints-Procope-et-Barbara.
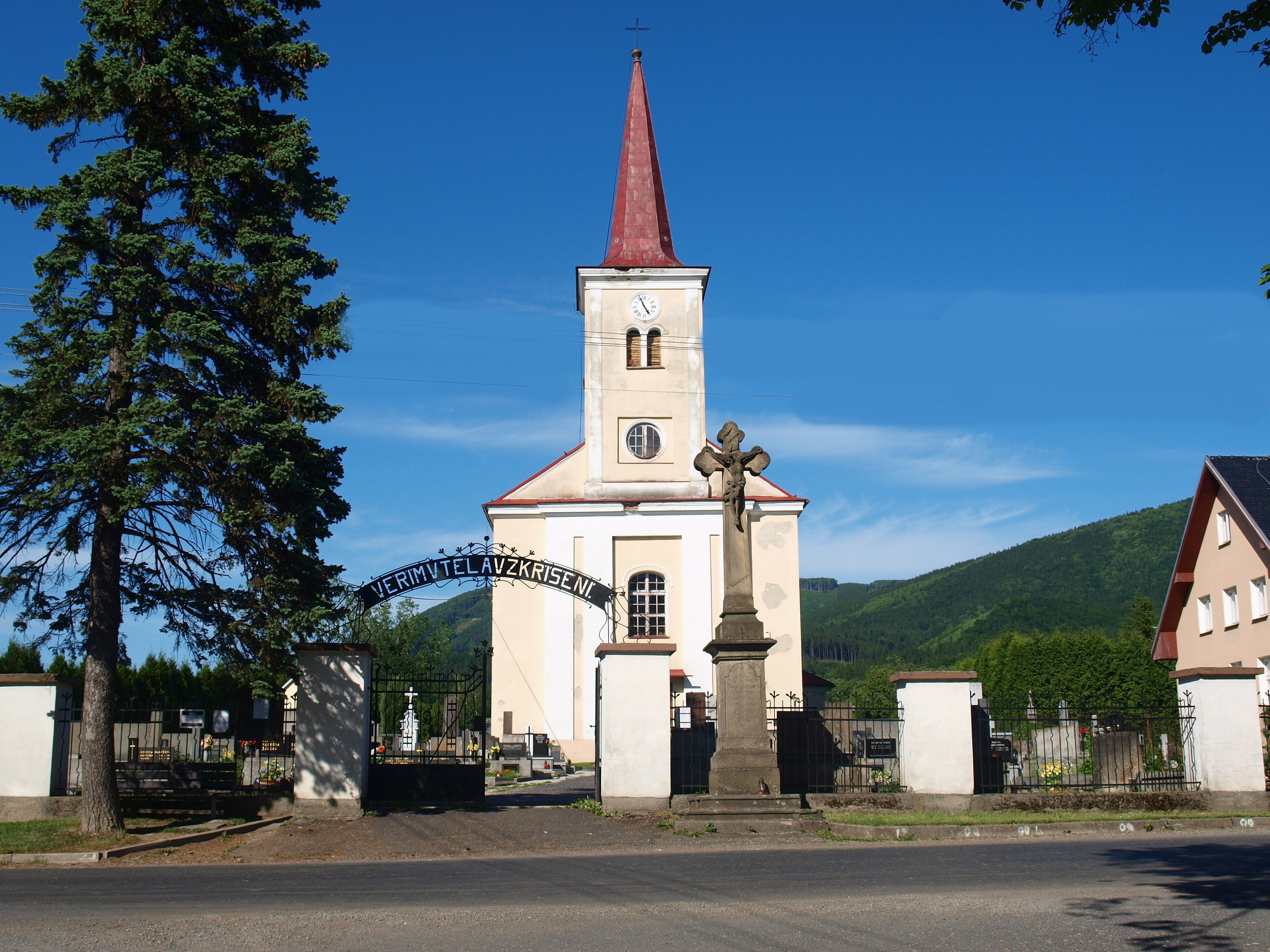
Église Sainte-Marie Magdelaine.

Patrimoine naturel

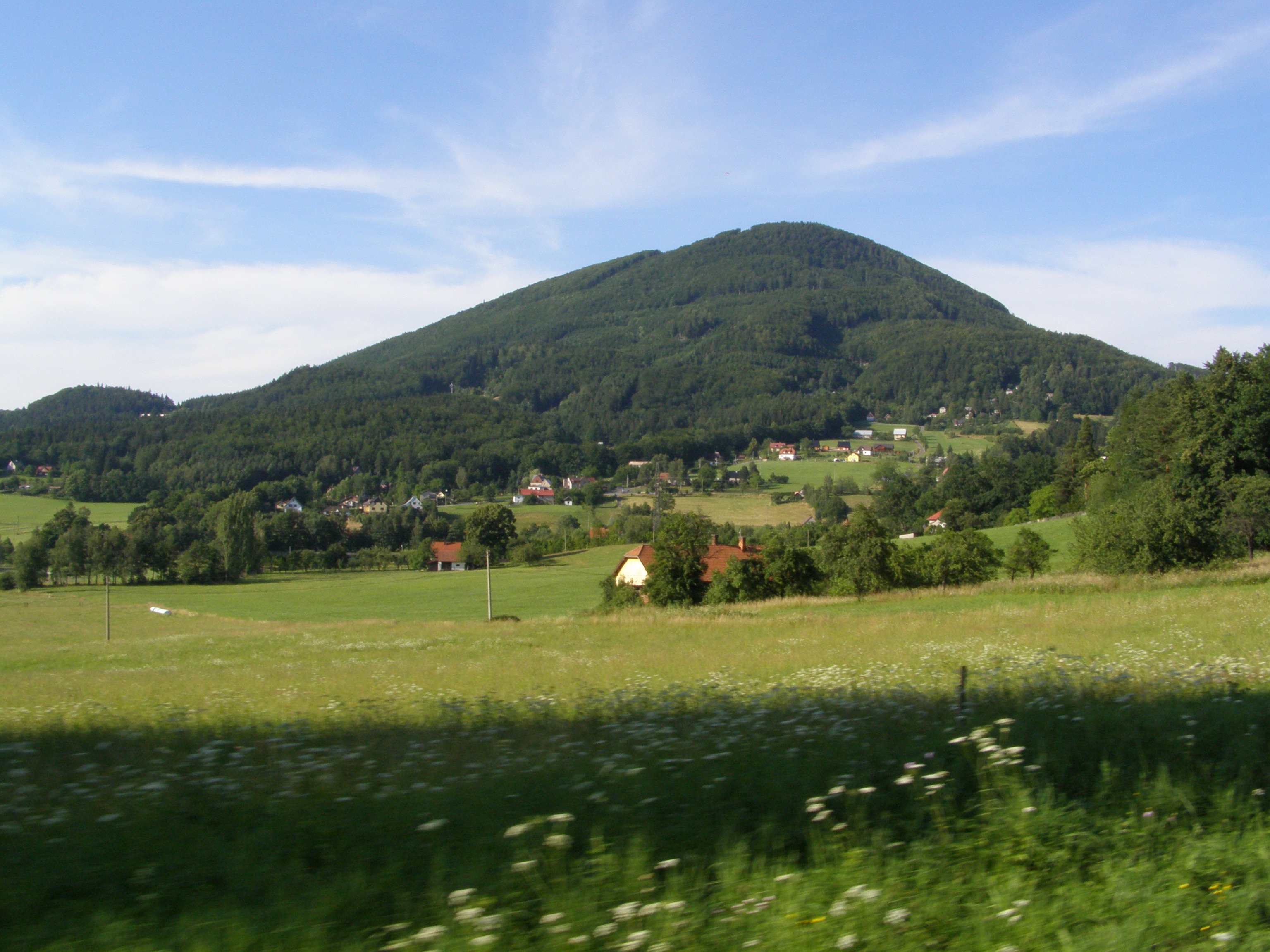
Mont Skalka (964 m).
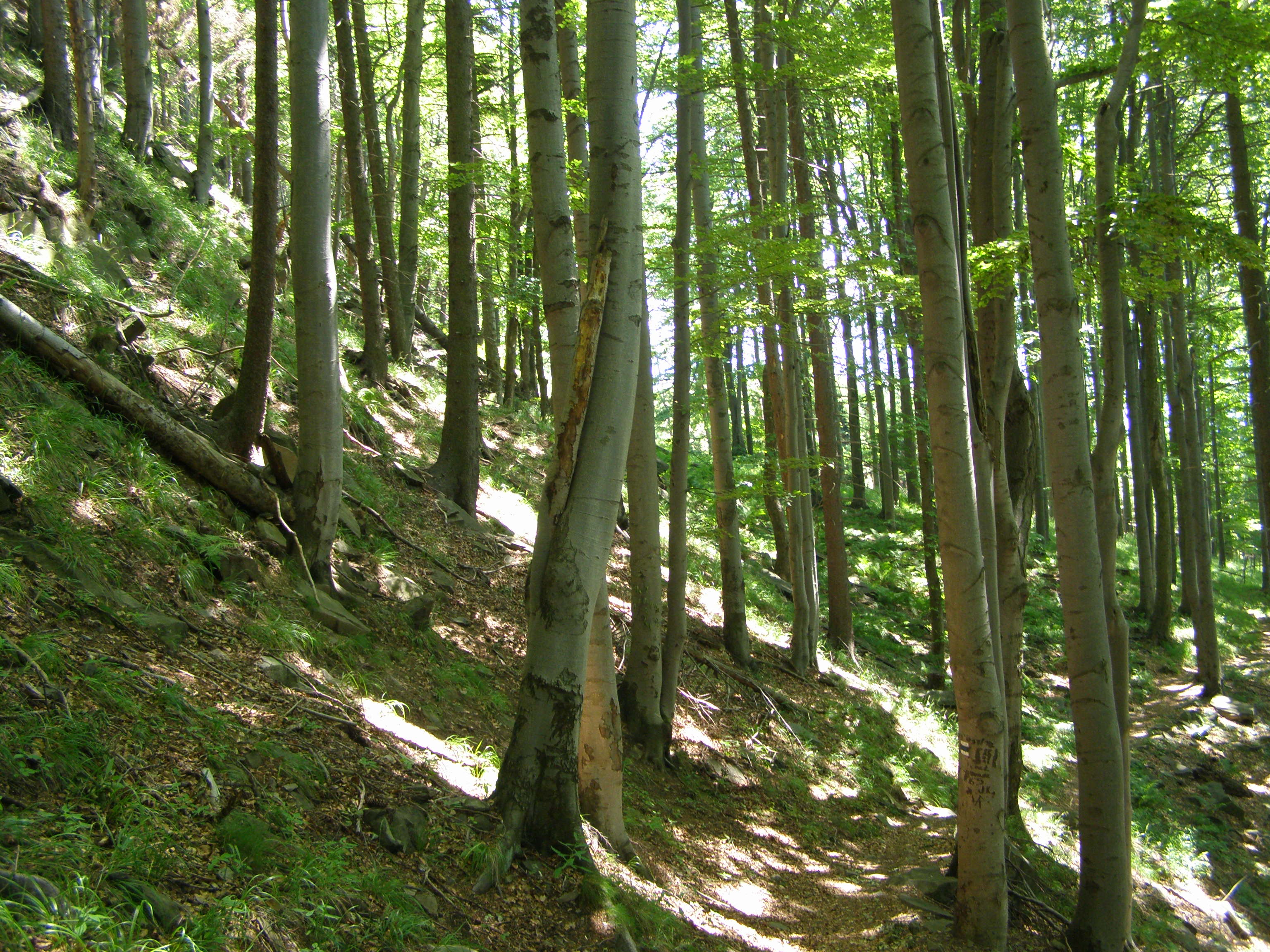
Skalka : réserve naturelle.

## Transports
Par la route, Kunčice pod Ondřejníkem se trouve à 9 km de Frýdlant nad Ostravicí, à 21 km de Frýdek-Místek, à 40 km d'Ostrava et à 357 km de Prague.